# Ваисовское движение
Ваисовское движение (тат. Вәисиләр хәрәкәте) — религиозно-общественное движение среди татарских крестьян, ремесленников, мелких торговцев Казанской губернии, возникшее в XIX веке на основе учения Багаутдина Ваисова.

## Возникновение движения
Основателем и идейным вдохновителем движения был член суфийского накшбандийского братства Б. Ваисов.
В 1862 году он основал общину и открыл в Казани, якобы с разрешения императора Александра II, государственный молитвенный дом (по другим источникам «Булгарскую духовную академию», «Мусульманскую академию», духовное училище «Мектебе Гирфан» (Школа знаний), «молитвенный дом воинствующих молитвенников спасительного божьего отряда»). В дальнейшем при этом центре действовали школа для детей, училище «Булгария», типография, штаб-квартира движения — так называемое «Центральное духовное управление мусульман всего мира», первая мусульманская публичная библиотека «Сад, или Цветник Знаний». Татарский поэт Габдулла Тукай одно из своих стихотворений «В саду знаний» посвятил именно этой «Академии».

Доказательства представим, что достойны жизни мы,

Чтобы спорить перестали с нами чуждые умы.

Пусть увидят, что на свете ещё булгары живут,

Пусть увидят наше счастье, сами к счастью повернут.

Перевод В. С. Думаевой-Валиевой.

В этот молитвенном доме Б. Ваисов начал собирать своих последователей и учить «истинной вере». По мнению Б. Ваисова, исламское вероучение искажено и его надо «очистить» от наслоений, что родственно идеям салафии.
Б. Ваисов титуловал себя «сардаром» (полководцем), своих последователей — «Фирка-и-наджийя» («Фиркаи Наджия», араб. «Аль Фирка Ан Наджия» («Спасшаяся группа», «Партия избавления»)). Название «Фирка-и-наджия» восходит к хадису пророка Мухаммеда о том, что после его смерти община Мухаммеда распадётся на 73 общины, из них сможет спастись только одна наиболее праведная «спасшаяся» (наджия), а все остальные попадут в ад. Критерием принадлежности к группе тех, кто «спасется», по мнению ваисовцев, было признание особой роли Б. Ваисова, основанной на его принадлежности к роду пророка Мухаммеда.

## Идеализация Волжской Булгарии
Б. Ваисов обратился к истории Волжской Булгарии в поисках в прошлом образа идеального исламского государства. В Волжской Булгарии, по его мнению, правили потомки пророка Мухаммеда. Для обоснования родства Б. Ваисова с Мухаммедом и правителями Волжской Булгарии использовалась легендарная история, согласно которой к булгарскому хану Айдару прибыли три проповедника — араба, один из которых — Зубейр ибн-Джада — был потомком Пророка Мухаммада. Зубейр обратил Айдара в ислам, а затем, исцелив от тяжелой болезни дочь правителя Туйбику, женился на ней и основал новую династию потомков Мухаммеда. Говорилось о том, что в этом роду время от времени будут появляться вероучители с «духом Мухаммеда» для «усиления веры и исправления нравственности». И Багаутдин Ваисов был якобы 32-м таким вероучителем.
По свидетельству Ибрагима бин Зайнуллы Аль Булгари: «У Багаутдина Ваисова были документы, из которых видно было, что отец его был потомком пророка Магоммеда, а мать происходила из рода булгарских царей. Эти документы теперь утрачены, так как в 1881 г. молитвенный дом Багаутдина Ваисова подвергся разорению, и все документы и другое имущество было захвачено полицией». Последователи признавали Б. Ваисова как потомка Мухаммеда и правителей Волжской Булгарии.
Ваисовцы считали, что ханы Золотой Орды по сравнению с правителями Волжской Булгарии не могут претендовать на истинное понимание веры. Ислам, по их мнению, в истинном, чистом виде сохранялся только булгарскими правителями и их потомками. И только потомки булгарских ханов, среди которых был Б. Ваисов, могли дать обновление и очищение исламу.
Ваисовцы ставили целью освободить земли бывшей Волжской Булгарии от «неверных» и поселиться там, создав свой мир последователей «чистого ислама». Для этого был создан так называемый «Спасающийся отряд», или «Божий полк».

## Идеология движения
Политическую, организационную, социально-экономическую, религиозную, национальную и международную программы движения сформулировал Б. Ваисов.
Политической целью движения было восстановление Булгарского государства.
Методами движения были: отказ от признания официального исламского духовенства; отказ от уплаты налогов; отказ от присяги, государственных паспортов, билетов; отказ именоваться сословными наименованиями; отказ судиться в государственных судах; саботаж переписи населения; отказ от получения орденов и наград, разного рода государственных и земских пособий и ссуд; отказ от воинской повинности.

## Этноним «Аль Булгари»
Ваисовцы призывали татар отказаться от этнонима «татары» и в своих документах в качестве этнонима указывали «Аль Булгари». В статье «Ваисов и ваисовцы» Ольга Сенюткина пишет: «Ваисовцы четко отделяли себя от остальных мусульман-татар, используя не столько религиозное обоснование („староверы“ и „нововеры“), сколько этническое („между нами и татарами такое же различие как между небом и землей“, „настоящие верующие не могут пьянствовать, развратничать и курить табак“, „как настоящие мусульмане, мы не имеем никаких сношений с татарами“)».

## Участие в крестьянских волнениях
Во второй половине XIX века по Казанской губернии прокатились три крестьянских волнения (так называемые, земельные беспорядки), именуемых Лесной войной (1861-62 гг.), Кряшенской войной (1865-66 гг.) и Аульной войной (1878-79 гг.). Активное участие в волнениях приняли ваисовцы.
Восстания подавлялись не только с помощью царских жандармов, но и официальных лидеров мусульманского духовенства. В телеграмме от 6 декабря 1878 года начальника Казанского губернского жандармского управления указано: «Духовенство магометанское вело себя преданно и благоразумно, сами муллы указали на подстрекателей беспорядка…».
После подавления волнений среди членов ваисовской общины были проведены массовые аресты. Многих отправили в ссылку в Сибирь.

## Распад движения
В 1884 году в Казани наряды полиции и противники ваисовцев из числа татар взяли штурмом и разгромили молитвенный дом Б. Ваисова. Лидер движения Б. Ваисов был схвачен и помещен в Казанскую окружную психиатрическую лечебницу, где умер в 1893 году.
Сын Багаутдина Ваисова Гайнан Ваисов после возвращения в Казань в 1906 году из ссылки восстанавливает молитвенный дом отца.
Убит был Г. Ваисов в Казани 28 февраля 1918 года во время антисоветской демонстрации татарской буржуазно-националистической партии «Милли Шура». В. А. Тихомирнов так описал его гибель: «Передают, что, когда его окружили озверевшие татарские белогвардейцы, все эти лавочники и мелкие буржуйчики, царству которых с победой рабочего класса наступил конец, и спросили, кто он такой, Ваисов вызывающе ответил: „Я — большевик“, — и тут же был растерзан толпой».
После провозглашения советской власти ваисовцы предприняли попытку развивать своё учение в условиях советского государства. В январе 1919 года на 2-м съезде принимается программа построения социализма в Народной республике Волжской Болгарии. 3-й съезд вынес постановление о создании высшего органа власти республики Волжской Болгарии — Совета Волжских Болгарских мусульман и ваисовцев востока (рабочих и крестьян). В 20-х годах Чистопольском кантоне Татарии ими была основана деревня Новый Болгар, но впоследствии община создателей поселения распалась. В 1923 году деятельность ваисовцев была запрещена (инкриминировались антисоветская деятельность — попытка создания буржуазно-демократической Булгарской Республики), а руководители и активные члены ваисовского движения были репрессированы в 20-30-х годах.

## Возрождение идей ваисовского движения
Идеи ваисовского движения получили признание в конце XX века среди «необулгаристов». В 1981 году в Казани образовался кружок татарской интеллигенции (около 10 человек), который установил связь с Мидхатом Ваисовым, внуком Б. Ваисова, занимался исследованием материалов ваисовского движения. 27 августа 1988 года члены кружка основали клуб «Булгар аль-Джадид» («Новый Булгар»). На первом организационном заседании клуба в здании музея Габдуллы Тукая в Казани председателем был избран Ф. Г.-Х. Нурутдинов, введший в дальнейшем в оборот текст «Джагфар Тарихы» («История Джагфара»), а научным секретарем историк, палеограф и текстолог, научный сотрудник археографической лаборатории КГУ Р. М. Кадыров.